# Provinciale weg 207
De provinciale weg 207 (N207) loopt van Bergambacht naar Hillegom-Zuid in Hillegom, door Zuid- en Noord-Holland en is bijna 52 kilometer lang.
Vanaf de N210 bij Bergambacht gaat de weg door de Krimpenerwaard, en vervolgens via Gouda, Alphen aan den Rijn, Leimuiden, en Nieuw-Vennep naar de N208 bij Lisse. Tussen Bergambacht en Gouda volgt de weg het tracé van de voormalige tramlijn Gouda - Schoonhoven. Tussen Leimuiden en Hillegom, in de Haarlemmermeer, heet de provinciale weg de Leimuiderweg.
Al jaren speelt de vraag of de capaciteit van de N207 moet worden vergroot. De eerder geplande aanleg van busstroken tussen Alphen aan den Rijn en de rijksweg A4 bij Leimuiderbrug is halverwege het project tijdelijk gestopt. Op dat moment was alleen het stuk Alphen aan den Rijn - Kruisweg (ter hoogte van Woubrugge) van twee extra stroken voorzien, die nu als busstroken in gebruik zijn. De "buscorridor" werd vanaf 2011 voorbereid is inmiddels uitgevoerd. Tussen de Kruisweg en Leimuiden zijn de busstroken in 2018 in gebruik genomen. 
Ook zijn er investeringen gedaan in de vorm van fietstunnels. 
De roep om de busstroken tijdens de spits als spitsstrook open te stellen voor overig verkeer wordt steeds luider.

## Hoogwaardig openbaar vervoer op de N207
Al het hoogwaardig openbaar vervoer op de N207 wordt verzorgd door Qbuzz.
| Lijn | Route                          | Soort    | Traject N207                                |
| ---- | ------------------------------ | -------- | ------------------------------------------- |
| 361  | Noordwijk ↔ Schiphol           | snelBuzz | aansluiting A4 - Hillegom (N208)            |
| 365  | Leiden ↔ Schiphol              | snelBuzz | aansluiting A4 - Leimuiderbrug              |
| 366  | Leiden ↔ Leimuiden             | snelBuzz | Leimuiderbrug - Leimuiden                   |
| 470  | Alphen aan den Rijn ↔ Schiphol | R-net    | aansluiting A4 - Ring Alphen aan den Rijn   |
| 497  | Gouda ↔ Schoonhoven            | R-net    | Stolwijkersluis (N228) - Bergambacht (N210) |

## Langetermijnstudie
De provincie Zuid-Holland heeft in 2005 de langetermijnstudie voor de N207 opgestart. Deze studie kijkt naar de "corridor" in de vierhoek Gouda, Leiden, Leimuiden, Bodegraven. Niet alleen het autoverkeer, maar ook het openbaar vervoer wordt meegenomen in deze studie.

## Varia
- Tussen Gouda en Waddinxveen ligt een korte verbindingsweg tussen de N207 en A12, met een eigen N-nummer. Het juiste wegnummer is N452. Vanaf de A12 is deze verbindingsweg bewegwijzerd als N207, waarbij de kleuren aangeven dat men direct op de N207 komt; vanaf de N207 bewegwijzerd als A12, waarbij de kleuren aangeven dat men niet direct op de A12 komt.
- In Leimuiden hangt op de brug over de Drecht sinds 2008 over de weg een metalen draad met rode linten die de eroev (sabbatsgrens) van Amsterdam markeert.
- Langs de weg stond bij Nieuw-Vennep van 1997 tot 2010 het kunstwerk Debet & Credit van de kunstenaar Henck van Dijck.